# Karzhantau
Il Karzhantau (in kazako Қаржантау жотасы; in uzbeko Qorjontov; in russo Каржанта́у) o Karjantau è una catena montuosa situata all'estremità sud-occidentale del sistema montuoso del Tien Shan al confine tra Kazakistan e Uzbekistan.
La catena montuosa si estende per una lunghezza di 90 km con direzione da nord/nord-est a sud/sud-ovest. Le valli attraversate dai fiumi Ugam e Chirchik ne costituiscono rispettivamente i confini orientali e meridionali. Nel sud il confine tra i due Paesi corre lungo la cresta del Karzhantau. Qui si eleva anche la cima più alta della catena montuosa, il Mingbulak, alto 2823 m. I settori centrali e settentrionali del Karzhantau si trovano in Kazakistan. Nel nord, il monte Kulduk raggiunge un'altezza di 2680 m. Le sorgenti del fiume Ugam formano la linea di demarcazione convenzionale tra questa catena e i monti Ugam, loro proseguimento nord-orientale. Sul versante occidentale del Karzhantau ha le sue sorgenti il fiume Keles, che drena l'intero settore occidentale della catena montuosa.